# Snot
«Snot» (с англ. сопля) — американская ню-метал-группа из Калифорнии. Группа существовала с 1995 по 1998 год. В 2008 году собралась вновь. С 2009 года известна под новым названием Tons.

## История
«Snot» была основана в Санта-Барбаре в 1995 году вокалистом Линном Стрейтом и гитаристом Майком Долингом. После выступлений в Лос-Анджелесе группу заметил лейбл Geffen Records, на котором в 1997 году Snot выпустили дебютный альбом — Get Some. В 1998 году музыканты выступили в рамках фестиваля Оззфест. В том же году Snot приступили к работе над вторым альбомом, но 11 декабря 1998 года в автокатастрофе погибает лидер группы Линн Стрейт. Оставшиеся музыканты распускают группу.
Коллеги по группе решают выпустить уже записанные песни в дань памяти Линна Стрейта. Для записи вокальных партий были приглашены друзья группы: Серж Танкян из System of a Down, Джонатан Дэвис из KoRn, Натан Кокс, Джаред Шейн из (hed) P.E., Макс Кавалера из Soulfly, Джейсон Сирс из R.K.L, Брэндон Бойд из Incubus, Лэджон Уизерспун и Клинт Ловери из Sevendust, Фред Дёрст из Limp Bizkit, Дез Фафара из Coal Chamber, Кори Тейлор из Slipknot, Марк МакГраф из Sugar Ray. Альбом выходит в 2000 году под названием Strait Up.
В 2002 году был выпущен концертный альбом Alive!.
В 2008 году Snot возвращается к деятельности. Вокалистом в группе становится Томми Векст, до этого певший в Divine Heresy. Группа начинает записывать новые песни и в том же 2008 году едет в турне с Devildriver.
Весной 2009 года из Snot уходят вокалист Томми Векст и гитарист Сонни Мэйо. 19 ноября 2009 года на Myspace-странице Snot появляется сообщение о переименовании группы в Tons. Вокалистом переименованной группы становится Брэндон Эспиноса. После записи трёх новых песен, учатсники разошлись по разным проектам.
В феврале 2024 года группа начинает активно вести свою страницу в Instagram, выставляя старые записи концертов, а в последствии и даты новых шоу, что намекало на очередное воссоединение группы.
В декабре 2024 года на официальном аккаунте группы в Instagram появились записи свежих репетиций. Вскоре после этого коллектив объявил, что они нашли нового вокалиста, в январе 2025 стала известна личность нового фронтмена, им оказался Майкл Эндрю Кнапп. Уже 17 января он вместе с группой отыграл первый за долгое время концерт, который вошел в их тур по США.
Также в группу вернулся первоначальный гитарист группы Сонни Мэйо.

## Состав
- Майкл Эндрю Кнапп (Michael Andrew Knapp) — вокал (с 2024)
- Джон Фансток (John Fahnestock) — бас-гитара (1995—1998, с 2008)
- Джеми Миллер (Jamie Miller) — ударные (1995—1998, с 2008)
- Майк Долинг (Mike Doling) — гитара (1995—1998, с 2008)
- Сонни Мэйо (Sonny Mayo) — гитара (1995—1998, 2008—2009, с 2024)

### Бывшие участники группы
- Линн Стрейт (Lynn Strait) — вокал (1995—1998)
- Брэндон Эспиноса (Brandon Espinoza) — вокал (2009 — 2009)
- Томми Векст (Tommy Vext) — вокал (2008—2009)
- Майк Смит (Mike Smith) — гитара (1998)
- Шеннон Ларкин (Shannon Larkin) — ударные (1998)

## Дискография

### Демоальбомы
- 1995 — «Demo '95»
- 1996 — «Demo '96 (Early)»
- 1996 — «Demo '96 (March)»

### Студийные альбомы
- 1997 — «Get Some»
- 2000 — «Strait Up»
- 2002 — «Alive»

### Синглы
- 1997 — «Stoopid»
- 1997 — «I Jus' Lie»
- 1997 — «Tecato»
- 1998 — «Get Some»
- 2000 — «Starlit Eyes»